# Denis Ménochet
Denis Ménochet (Enghien-les-Bains, 18 settembre 1976) è un attore francese.

## Biografia
Nato a Enghien-les-Bains, ma cresciuto a Feucherolles, inizia a recitare in vari cortometraggi. Ottiene un piccolo ruolo ne L'amore sospetto di Emmanuel Carrère, successivamente recita in Hannibal Lecter - Le origini del male e La vie en rose. Il ruolo che lo fa conoscere a livello internazionale è quello del fattore Perrier LaPadite nel film Bastardi senza gloria di Quentin Tarantino. Dopo la sua interpretazione, Tarantino lo ha definito il "Robert Mitchum francese".
Recita al fianco di Diane Kruger nel drammatico Lily Sometimes e nel film d'azione Special Forces - Liberate l'ostaggio. Ottiene una parte nel Robin Hood di Ridley Scott e interpreta il marito di Emmanuelle Seigner in Nella casa. Nel gennaio 2014 è stato nominato Cavaliere dell'Ordine delle arti e delle lettere. Nel 2015 è protagonista, al fianco di Marc-André Grondin, della serie televisiva franco-britannica Spotless.

## Filmografia parziale
- L'amore sospetto (La Moustache), regia di Emmanuel Carrère (2005)
- Hannibal Lecter - Le origini del male (Hannibal Rising), regia di Peter Webber (2007)
- La Vie en rose (La Môme), regia di Olivier Dahan (2007)
- Trivial - Scomparsa a Deauville (La Disparue de Deauville), regia di Sophie Marceau (2007)
- Bastardi senza gloria (Inglourious Basterds), regia di Quentin Tarantino (2009)
- Vento di primavera (La rafle), regia di Roselyne Bosch (2010)
- Robin Hood, regia di Ridley Scott (2010)
- Lily Sometimes (Pieds nus sur les limaces), regia di Fabienne Berthaud (2010)
- Special Forces - Liberate l'ostaggio (Forces spéciales), regia di Stéphane Rybojad (2011)
- Les Adoptés, regia di Mélanie Laurent (2011)
- Nella casa (Dans la maison), regia di François Ozon (2012)
- Tutta colpa del vulcano (Eyjafjallajökull), regia di Alexandre Coffre (2013)
- The Program, regia di Stephen Frears (2015)
- Assassin's Creed, regia di Justin Kurzel (2016)
- Io danzerò (La Danseuse), regia di Stéphanie Di Giusto (2016)
- L'affido - Una storia di violenza (Jusqu'à la garde), regia di Xavier Legrand (2017)
- 7 giorni a Entebbe (Entebbe), regia di José Padilha (2018)
- Maria Maddalena (Mary Magdalene), regia di Garth Davis (2018)
- Grazie a Dio (Grâce à Dieu), regia di François Ozon (2019)
- Only the Animals - Storie di spiriti amanti (Seules les bêtes), regia di Dominik Moll (2019)
- The French Dispatch of the Liberty, Kansas Evening Sun, regia di Wes Anderson (2021)
- The Mauritanian, regia di Kevin Macdonald (2021)
- Sopravvissuti (Les Survivants), regia di Guillaume Renusson (2022)
- Peter von Kant, regia di François Ozon (2022)
- As bestas, regia di Rodrigo Sorogoyen (2022)
- Beau ha paura (Beau Is Afraid), regia di Ari Aster (2023)
- Voci di potere (Rumours), regia di Guy Maddin, Evan Johnson e Galen Johnson (2024)

## Doppiatori italiani
Nelle versioni in italiano delle opere in cui ha recitato, Denis Ménochet è stato doppiato da:
- Alberto Bognanni in L'affido - Una storia di violenza, Only the Animals - Storie di spiriti animali, Peter von Kant, As bestas, Les survivants
- Massimo Bitossi in Bastardi senza gloria, Tutta colpa del vulcano, Grazie a Dio
- Stefano Alessandroni in Assassin's Creed, Maria Maddalena
- Roberto Certomà in Vento di primavera
- Pasquale Anselmo in Special Forces - Liberate l'ostaggio
- Christian Iansante in Nella casa
- Pino Insegno in The Program
- Carlo Petruccetti in Io danzerò
- Carlo Valli in The French Dispatch of the Liberty, Kansas Evening Sun
- Gianluca Iacono in The Mauritanian
- Emanuele Durante in Beau ha paura

## Riconoscimenti
- 2012 – Premio Lumière
  - Migliore promessa maschile per Les adoptés
- 2019 – Premio Lumière
  - Candidatura per il miglior attore per L'affido – Una storia di violenza
- 2019 – Premio César
  - Candidatura per il miglior attore per L'affido – Una storia di violenza
- 2020 – Premio César
  - Candidatura per il migliore attore non protagonista per Grazie a Dio